# Orthocosa tokunagai
Orthocosa tokunagai là một loài nhện trong họ Lycosidae.
Loài này thuộc chi Orthocosa. Orthocosa tokunagai được Kendo Saito miêu tả năm 1936.